# San Giuseppe Vesuviano
Pour les articles homonymes, voir San Giuseppe.
San Giuseppe Vesuviano est une ville italienne d'environ 29 830 habitants (2022) située dans la ville métropolitaine de Naples, en région Campanie.

## Administration
| Période                                  | Période | Identité | Étiquette | Qualité |
| ---------------------------------------- | ------- | -------- | --------- | ------- |
|                                          |         |          |           |         |
| Les données manquantes sont à compléter. |         |          |           |         |

### Communes limitrophes
Ottaviano, Palma Campania, Poggiomarino, San Gennaro Vesuviano, Terzigno.

## Personnalités
- Annibale Giordano, né le 20 novembre 1769 à Ottaviano localité de San Giuseppe et mort à Troyes le 13 mars 1835, est un mathématicien et révolutionnaire italien naturalisé français. Son nom a été donné à un établissement scolaire de la localité.